# Christoph Schweher
Christoph Schweher, gräzisiert Hecyrus, (* 1520 oder 1521 in Krumau, Budweiser Kreis, Königreich Böhmen; † 10. Dezember 1593) war ein deutschböhmischer Gymnasiallehrer, römisch-katholischer Geistlicher und Verfasser von geistlichen Liedern. In Zusammenarbeit mit Johann Leisentrit gehört er zu den Begründern des deutschsprachigen katholischen Kirchengesangs nach der Reformation.

## Leben

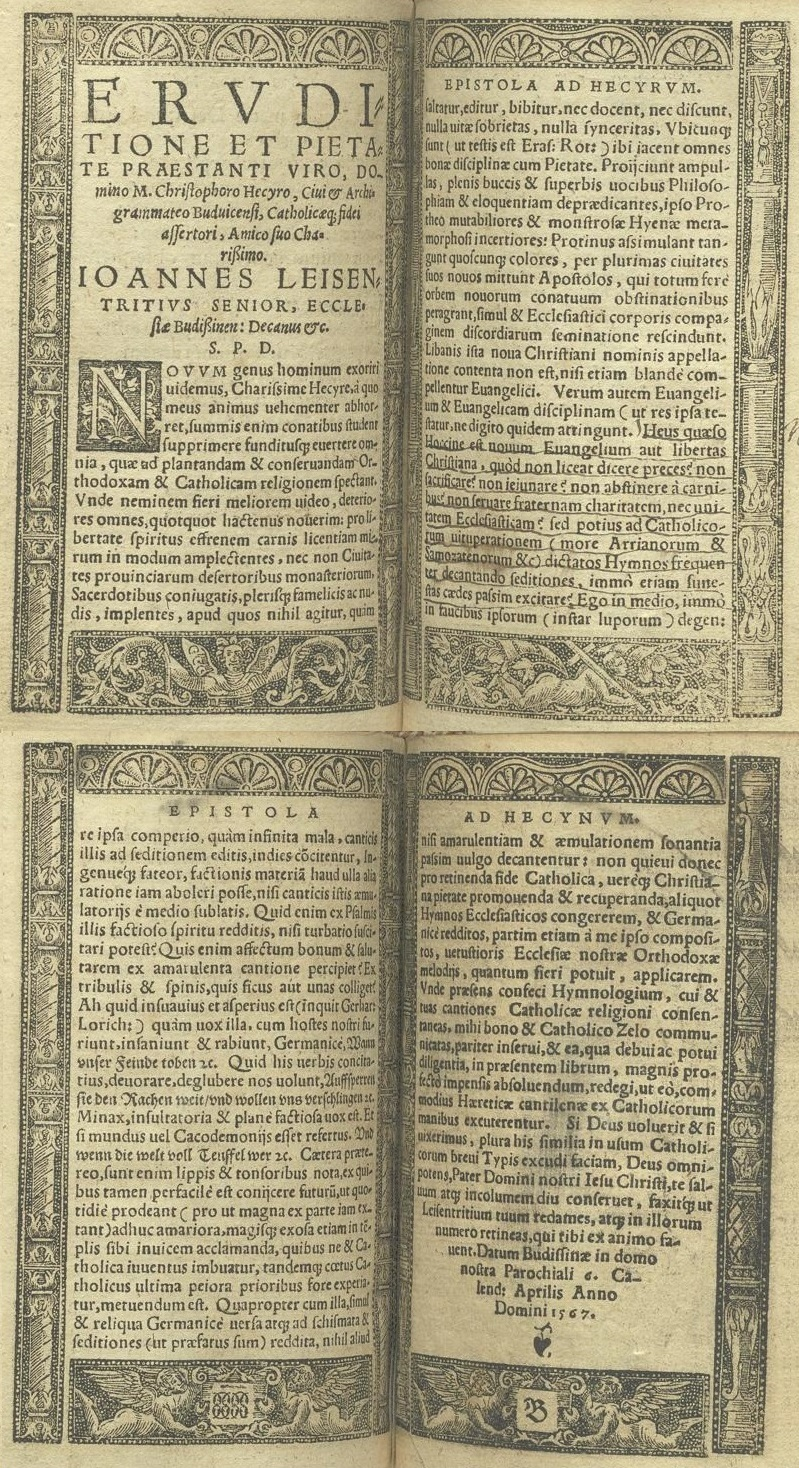
Leisentrits lateinisches Schreiben an Schweher (Hecyrus) in seinem Gesangbuch von 1567

Schwehers Lebensdaten und Wirkungsorte sind nur teilweise belegt. 1520 oder 1521 wohl in Krumau geboren, studierte er in Leipzig und wurde bereits 1544 Rektor der Lateinschule in Budweis, 1560 auch Stadtschreiber. Nach dem Tod seiner Frau empfing er 1569 die Priesterweihe. Er wurde Kaplan in Budweis, dann Pfarrer in Komotau, danach in Kaaden, und kehrte 1581 als Dechant nach Budweis zurück.
Er war ein Gegner der Reformation, hoffte aber offenbar auf Annäherung. Seine Veröffentlichungen wurzeln in der pädagogischen Arbeit in Budweis, bei der das chorische Singen einen hohen Stellenwert hatte. Daraus erwuchs sein vierstimmiges Chorbuch. In dieses und in seine spätere Liedersammlung nahm er bearbeitete Texte und Melodien der alten Kirche, aber auch der lutherischen Reformation und der Böhmischen Brüder auf und steuerte selbstgedichtete und -komponierte Lieder bei.
Zu Johann Leisentrit, der aus Olmütz stammte und als Stiftsdechant und Diözesanadministrator in Bautzen wirkte, hatte Schweher eine enge Verbindung. Leisentrit nahm in sein wegweisendes Gesangbuch von 1567 25 Lieder auf, die Schweher ihm zu diesem Zweck zugesandt hatte, und stellte an den Beginn des zweiten Bandes ein programmatisches Schreiben, das an Schweher (Hecyrus) adressiert ist.

## Veröffentlichungen
- Veteres ac Piae Cantiones praecipuorum anni festorum (vierstimmige Chorsätze), Nürnberg 1561
- Christliche Gebet vnd Gesäng auff die heilige zeit vnd Fayertage vber das gantze Jahr, Prag 1581